# アイ・タワークリニック
アイ・タワークリニック（あい・たわーくりにっく）は、東京都板橋区舟渡のアイ・タワーに入居する診療所である。名称は「医療法人社団明芳会 板橋中央総合病院付属アイ・タワークリニック」で、板橋中央総合病院が運営する。

## 診療科
- 内科
- 呼吸器内科
- 腎臓内科
- リウマチ・膠原病科
- 循環器内科
- 人工透析内科
- 整形外科
- 皮膚科
- リハビリテーション
- 訪問リハビリテーション
- 禁煙外来（予約制）

## 交通
- JR埼京線「浮間舟渡駅」　徒歩約3分
- 国際興業バス
  - 池21 池袋駅西口 - 志村坂上 - 浮間舟渡駅
  - 東練01 東武練馬駅 - 高島平駅 - 浮間舟渡駅
  - 高02 高島平駅 - 浮間舟渡駅
  - 浮舟02 ときわ台 - 西台駅 - 浮間舟渡駅
- 乗用車
  - 浮間舟渡駅南西側の駐車場と提携し、会計時に申告制で200円割引チケットを配布する。